# Trebbichau an der Fuhne
Trebbichau an der Fuhne este o comună din landul Saxonia-Anhalt, Germania.